# Les Éternels (film, 2021)
Pour les articles homonymes, voir Les Éternels.
Série l'univers cinématographique Marvel
Shang-Chi et la Légende des Dix Anneaux
(2021) Spider-Man: No Way Home
(2021)
Pour plus de détails, voir Fiche technique et Distribution.
Les Éternels (Eternals), ou Éternels au Québec est un film de super-héros américain réalisé par Chloé Zhao, sorti en 2021.
Il s'agit du vingt-sixième film de l'univers cinématographique Marvel et le troisième de la phase IV. Il met en scène les personnages des Éternels, créés par Jack Kirby.
Les Éternels étaient venus sur Terre afin d'exterminer les Déviants. À la suite de leur victoire, ils continuèrent à vivre cachés pendant 7 000 ans sur Terre au milieu des humains en les protégeant sans intervenir dans les combats. Après les événements d'Avengers: Endgame, les Avengers ont fait revenir la moitié de la population de l'Univers que Thanos avait réduite en poussière cinq ans auparavant. Cette action avait dégagé une telle énergie que l'« Émergence » a débuté. Depuis, les Éternels sont obligés de sortir de l'ombre pour s'assembler à nouveau et faire face à l'ennemi le plus ancien de la race humaine : les Déviants. Ils ont sept jours pour sauver la Terre.

## Synopsis
Au commencement… avant les six Singularités (qui devinrent les Pierres d'Infinité) et l'aube de la création, vinrent les Célestes. Arishem (en), le Premier Céleste, créa le soleil originel (la première étoile) et répandit la lumière dans l'univers. La vie naquit et prospéra en parfait équilibre. Mais des prédateurs d'une espèce contre nature, connus sous le nom de Déviants, surgirent des profondeurs de l'espace pour se nourrir de formes de vie intelligentes. L'univers sombra dans le chaos. Pour rétablir l'ordre naturel, Arishem envoya des Éternels, héros immortels de la planète Olympia, pour éliminer les Déviants. Les Éternels étaient animés d'une foi inébranlable en Arishem, jusqu'à une mission, menée par Ajak, la Première Éternelle, ne fasse tout basculer…
En 5000 av. J.-C., en Mésopotamie, dix Éternels, Ajak, Ikaris, Sersi, Makkari, Druig, Kingo, Phastos, Théna, Sprite et Gilgamesh arrivent sur Terre pour protéger les humains des Déviants. Ils créent Babylone et deviennent des protecteurs pour les humains. À la suite de cela, Ikaris commence à développer des sentiments pour Sersi et Ajak lui dit que sa vie ne se limite pas à sa mission et qu'il devrait lui avouer ce qu'il ressent pour elle. Ils entament donc une relation amoureuse et se marient 100 ans plus tard. Druig et Makkari nouent eux une relation fraternelle tandis que Gilgamesh se rapproche de Théna. Mais durant la première moitié du XVIe siècle, les Éternels sont témoins du siège de Tenochtitlan par les Conquistadors espagnols tandis que Théna souffre du « Mahd Wy'ry », un trouble psychique la poussant à attaquer ses compagnons. Druig quitte alors le groupe en reniant les principes des Éternels, ne supportant plus de rester indifférent face aux atrocités commises par les Hommes. Ajak propose aux autres de se séparer eux aussi et de vivre leurs vies. Cependant, Ikaris quitte Sersi peu de temps après et la plupart vivent leurs vies durant les cinq siècles suivants.
En 2024, quelques mois après la guerre contre Thanos, Sersi et Sprite vivent ensemble à Londres. Sersi est désormais en couple avec Dane Whitman, un homme qui travaille au musée d'histoire naturelle comme elle. Lorsque le trio est attaqué par le Déviant Kro, Ikaris apparaît et chasse la créature. Réalisant que les Déviants sont de retour, Sersi dit toute la vérité sur son origine à Dane et les trois se préparent à rassembler les Éternels restants. Ils se rendent dans le Dakota du Sud et découvrent que leur cheffe, Ajak, a été tuée par Kro avant qu'il ne se rende à Londres, ce qui lui a permis d'absorber ses pouvoirs de guérison.
Alors qu'ils se recueillent, Sersi reçoit la sphère dorée d'Ajak permettant de communiquer avec Arishem. Le Céleste lui révèle que son groupe d'Éternels a été envoyé sur Terre pour permettre l'Émergence de Tiamut le Céleste. Il précise que de nouveaux Célestes doivent apparaître à chaque nouveau milliard d'années. Arishem implante donc des Célestes dans des planètes porteuses à travers l'univers. La Terre a été choisie pour porter Tiamut. Pour son développement, Tiamut a besoin d'une quantité considérable d'énergie issue de vies intelligentes. Les Déviants ont freiné le processus en se nourrissant des humains, jusqu'à ce que les Éternels les éradiquent. La population humaine de la Terre a maintenant atteint le seuil d'énergie requis. L'Émergence peut donc commencer. Mais Sersi rétorque en disant que cela causera la fin de l'humanité. Arishem lui explique que c'est parce qu'une vie s'achève qu'une autre peut commencer. Chaque Céleste crée un soleil grâce à l'énergie qu'il a accumulée de sa planète porteuse, ce qui génère la gravité, la chaleur et la lumière nécessaires à la formation d'une nouvelle galaxie. Il ajoute également que si les Célestes disparaissaient, l'univers sombrerait dans les ténèbres et que ce serait alors la fin de toute vie. Sersi, croyant que la Terre était sa première mission et qu'avant elle était à Olympia, Arishem lui révèle alors que cette planète n'existe pas et lui dévoile la vérité au sujet de l'origine des Éternels et des Déviants. Il lui montre la « Forge-Monde », l'endroit où il a créé et programmé les Éternels. Après chaque Émergence, Arishem efface la mémoire de chaque Éternel et la stocke dans la Forge-Monde afin d'étudier les Déviants. Il a créé les Déviants dans le même but pour lequel il a créé les Éternels. Les planètes destinées à abriter un Céleste ont chacune leurs propres prédateurs. Il envoya les Déviants les exterminer pour qu'une vie intelligente puisse se développer. Mais ils ont muté pour devenir eux-mêmes des prédateurs sur ces planètes. Ils échappèrent au contrôle d'Arishem. Ce dernier a alors conçu et programmé les Éternels, comme des êtres artificiels ne pouvant pas évoluer, pour remédier à son erreur.
Ayant appris à aimer l'humanité, les Éternels se rassemblent et décident d'empêcher l'Émergence. Après avoir récupéré Kingo (désormais devenu une star à Bollywood) et son valet Karun, Gilgamesh et Théna (vivant ensemble depuis 500 ans dans l'Outback australien) et alors qu'ils cherchent à convaincre Druig (chef d'une communauté non-violente vivant en autarcie au cœur de la forêt amazonienne) de les rejoindre bien qu'il soit en désaccord avec eux, Kro et une horde de Déviants les attaquent. Dans le feu de l'action, Kro tue Gilgamesh et se nourrit de son pouvoir, obtenant ainsi la capacité de se transformer en un être humanoïde avant de s'enfuir. Après avoir incinéré Gilgamesh, ils rendent visite à Phastos (qui a fondé une famille et qui a choisi de cesser d'utiliser ses pouvoirs sauf en cas de nécessité) qui réalise qu'à travers un « Grand Esprit », une connexion entre tous les Éternels est possible afin d'accumuler suffisamment d'énergie cosmique pour rendormir Tiamut à l'aide des pouvoirs de contrôle mental de Druig. Cependant, Ikaris dévoile son vrai visage en se retournant contre sa famille. Il s'avère qu'il avait été informé de l'imminence de l'Émergence par Ajak six jours auparavant et que celle-ci était bien décidée à empêcher l'Émergence. En effet, ils étaient les deux seuls à connaître la vérité sur leur mission, mais Ikaris, restant dévoué à Arishem, ne pouvait la laisser faire. Il l'a donc jetée en pâture aux Déviants en Alaska puis a déposé sa dépouille dans le Dakota du Sud pour faire croire qu'elle avait été attaquée sur place. Il sabote le travail de Phastos puis quitte le groupe. Sprite, qui envie les humains parce qu'ils peuvent vieillir alors qu'elle est coincée dans un corps d'enfant, rejoint Ikaris dont elle est secrètement amoureuse. Kingo quitte finalement le groupe parce qu'il pense qu'un combat contre Ikaris serait perdu d'avance.
Après que Makkari (qui a gardé pendant des siècles le Domo, le vaisseau spatial de l'équipe) a localisé le lieu de l'Émergence, au pied d'un volcan actif dans l'océan Indien, les Éternels affrontent Ikaris et Sprite.
Kro, qui veut exterminer tous les Éternels, arrive et attaque Makkari. Un combat singulier éclate entre le Déviant et Théna qui veut venger la mort de son compagnon, Gilgamesh. Kro finit déchiqueté après avoir tenté de voler les pouvoirs de l'Éternelle. Pendant ce temps, Druig assomme Sprite et les Éternels travaillent ensemble pour maîtriser Ikaris tandis que Phastos active le Grand Esprit. Druig est incapable d'arrêter Tiamut, alors Sersi, qui manipule la matière, commence à transformer Tiamut en marbre. Ikaris arrive pour la tuer malgré son amour pour elle. Il s'effondre finalement en larmes, ne pouvant se résoudre à l'abattre, et se joint à son ancienne famille pour arrêter l'Émergence. Sersi connecte alors tous ses amis entre eux et achève la transformation minérale de Tiamut. En proie à un sentiment de culpabilité et du fait que ses amis ne pourront pas lui pardonner le meurtre d'Ajak, Ikaris présente ses excuses auprès de la femme qu'il aime et quitte la Terre pour aller se suicider en s'enfonçant dans le Soleil. Sersi, qui possède encore de l'énergie du Grand Esprit, l'utilise pour faire de Sprite une humaine et lui permettre de vieillir.
Deux semaines plus tard, l'équipe finit par se séparer. D'un côté, Théna, Druig et Makkari partent avec le Domo pour retrouver la trace d'autres Éternels afin de répandre la vérité. De l'autre, Sersi, Phastos, Kingo et Sprite, qui est désormais humaine, restent sur Terre. De retour à Londres, Sersi retrouve son compagnon, Dane. Ce dernier lui avoue ses sentiments pour elle et tente de lui révéler un secret sur l'histoire de sa famille. Soudain, les nuages s'écartent et une forme titanesque se dessine dans le ciel, terrorisant les civils. Arishem, fou de rage que les Éternels aient sacrifié un Céleste pour sauver les humains, attire à distance Sersi sous les yeux d'un Dane impuissant. Phastos et Kingo sont eux aussi entraînés dans l'espace avec elle. Une fois face à eux, le Céleste fait part de sa déception, mais décide de les épargner. Arishem déclare que leurs mémoires l'aideront à déterminer si les terriens sont dignes de vivre. Il affirme qu'il reviendra pour juger les humains et disparaît avec les trois héros dans un trou de ver.
Scène inter-générique
À bord du Domo, Théna, Makkari et Druig reçoivent la visite inopinée de Pip le Troll (en) et de son maître Éros, le frère de Thanos. D'un air confiant, Éros affirme savoir où se trouvent Sersi, Phastos et Kingo et propose son aide pour aller les sauver d'Arishem tout en brandissant une sphère de communication des Célestes.
Scène post-générique
Encore sous le choc après la disparition de Sersi, Dane se décide à ouvrir un vieux coffre ancestral qui contient une épée mystérieuse tandis qu'une voix étrange lui demande s'il est prêt pour cela.

## Fiche technique
Sauf indication contraire, les informations mentionnées dans cette section peuvent être confirmées par les bases de données cinématographiques IMDb et Allociné,  présentes dans la section « Liens externes ».
- Titre original : Eternals
- Titre français : Les Éternels
- Titre québécois : Éternels[3]
- Réalisation : Chloé Zhao
- Scénario : Chloé Zhao, Patrick Burleigh, Ryan Firpo et Kaz Firpo, d'après une histoire de Ryan Firpo et K. Firpo, d'après les personnages Marvel Comics créés par Jack Kirby
- Musique : Ramin Djawadi
- Direction artistique : Susannah Brough, Todd Ellis, Matthew Gray, Patrick Harris, Oliver Hodge, Meg Jones, Aja Kai Rowley, Matt Sharp, Jonathan Marin Socas et Tom Weaving
- Décors : Eve Stewart, Clint Wallace et Michael Standish[4]
- Costumes : Sammy Sheldon
- Photographie : Ben Davis
- Son : Lora Hirschberg, Dan Abrams, Eric Flickinger, Mark Lindauer, Douglas Parker, Juan Peralta, Ryan Stern
- Montage : Craig Wood et Dylan Tichenor (en)
- Production : Kevin Feige et Nate Moore
  - Production aux Îles Canaries: Juan Antonio Cano et Andreas Wentz
  - Production déléguée : Victoria Alonso (en), Louis D'Esposito (en) et Kevin de la Noy
  - Coproduction : Mitchell Bell
- Sociétés de production[5] : Marvel Studios
- Société de distribution : Walt Disney Studios Motion Pictures (États-Unis et Québec) ; Walt Disney Studios Motion Pictures International (France)
- Budget : 200 millions de $[6],[7]
- Pays de production :  États-Unis
- Langues originales : anglais, langue des signes américaine, Marathi, espagnol, sumérien, latin, grec ancien
- Format[8] : couleur (Technicolor) - D-Cinema / DCP Digital Cinema Package - 2,39:1 (Cinémascope) - son Dolby Atmos | IMAX 6-Track | Dolby Digital | DTS (DTS: X)
- Genres : action, aventures, fantastique, science-fiction, super-héros
- Durée : 155 minutes
- Dates de sortie[9] :
  - États-Unis : 18 octobre 2021 (première mondiale à Los Angeles)[10] ; 5 novembre 2021 (sortie nationale)
  - France, Belgique, Suisse romande : 3 novembre 2021[11],[12],[13]
  - Québec : 5 novembre 2021[3]
- Classification[14] :
  - États-Unis : accord parental recommandé, film déconseillé aux moins de 13 ans (PG-13 - Parents Strongly Cautioned)[Note 2]
  - France : tous publics[15]
  - Belgique : potentiellement préjudiciable jusqu'à 12 ans (Mogelijk schadelijk voor kinderen onder de 12 jaar)[12],[16]
  - Suisse romande : interdit aux moins de 12 ans[17]
  - Québec : tous publics - déconseillé aux jeunes enfants (G - General Rating)[3]

## Distribution
- Gemma Chan (VF : Léovanie Raud ; VQ : Sofia Blondin) : Sersi
- Richard Madden (VF : Stéphane Fourreau ; VQ : Xavier Dolan) : Ikaris
- Angelina Jolie (VF : Françoise Cadol ; VQ : Hélène Mondoux) : Théna
- Salma Hayek (VF : Juliette Degenne ; VQ : Camille Cyr-Desmarais) : Ajak

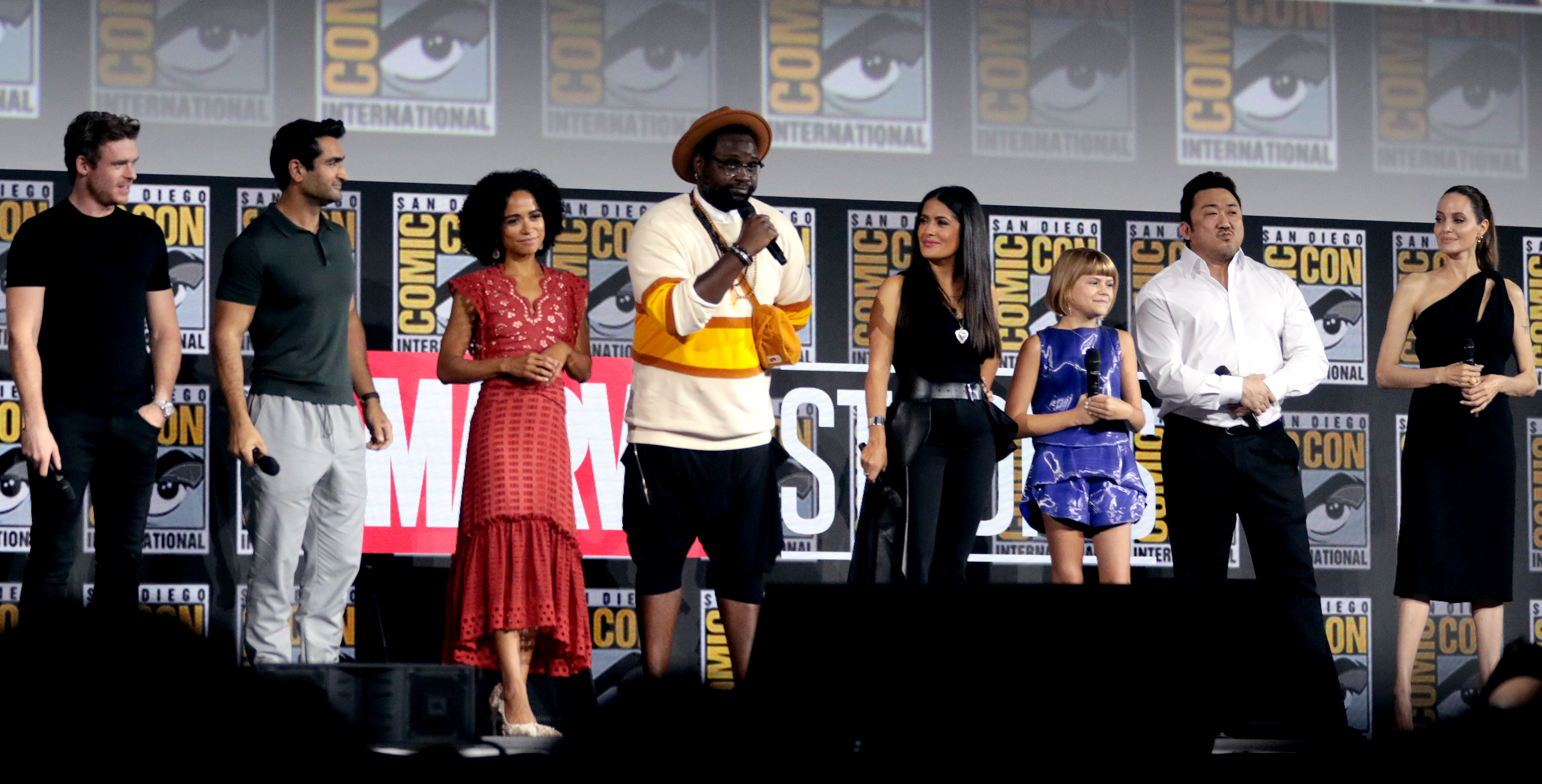
Une partie de l'équipe au Comic-Con 2019. De gauche à droite : Richard Madden, Kumail Nanjiani, Lauren Ridloff, Brian Tyree Henry, Salma Hayek, Lia McHugh, Don Lee et Angelina Jolie.

- Kumail Nanjiani (VF : Antoine Schoumsky ; VQ : Nicolas Charbonneaux-Collombet) : Kingo
- Lia McHugh (VF : Clara Quilichini ; VQ : Marguerite D'Amour) : Sprite
- Barry Keoghan (VF : Maxime Baudouin ; VQ : Nicolas Bacon) : Druig
- Brian Tyree Henry (VF : Daniel Lobé ; VQ : Alexandre Daneau) : Phastos
- Lauren Ridloff (VF et VQ : sans dialogues) : Makkari
- Ma Dong-seok (VF : Joël Zaffarano ; VQ : Thiéry Dubé) : Gilgamesh
- Kit Harington (VF : Benjamin Penamaria ; VQ : David Laurin) : Dane Whitman
- David Kaye (VF : Michel Papineschi ; VQ : Daniel Picard) : Arishem, le Premier Céleste (voix)
- Bill Skarsgård (VF : Pascal Germain ; VQ : Adrien Bletton) : Kro (en) (voix et capture de mouvement)
- Harish Patel (VF : Omar Yami) : Karun Patel
- Haaz Sleiman (VF : Mustapha Abourachid ; VQ : Rodley Pitt) : Ben, le mari de Phastos
- Esai Daniel Cross (VF : Kaycie Chase ; VQ : Noé Rouillard) : Jack, le fils adoptif de Phastos
- Zain al-Rafeea : un villageois mésopotamien
- Harry Styles (VF : Gauthier Battoue ; VQ : Victor Naudet) : Éros / Starfox (caméo, scène inter-générique)
- Patton Oswalt (VF : Xavier Fagnon ; VQ : Frédéric Desager) : Pip le Troll (en) (caméo, scène inter-générique)
- Mahershala Ali (VF : Gilles Morvan ; VQ : Jean-François Beaupré) : Eric Brooks / Blade (caméo vocal, scène post-générique, non crédité)[18]
Version française
  - Studio de doublage : Dubbing Brothers
  - Direction artistique : Fabrice Josso
  - Adaptation : Philippe Sarrazin

## Production

### Genèse et développement
En avril 2018, Kevin Feige, président de Marvel Studios, annonce qu'un film sur les Éternels est en développement et qu'il pourrait être centré sur Ikaris et Circé,. En mai 2018, Matthew et Ryan Firpo sont engagés comme scénaristes.
En septembre 2018, Chloé Zhao est choisie comme réalisatrice.
Concernant le traitement du personnage d'Ikaris ayant des pouvoirs très similaires à ceux de Superman, elle explique avoir été très inspirée par Man of Steel de Zack Snyder, un film de l'univers cinématographique DC.

### Attribution des rôles
En avril 2019, Angelina Jolie est confirmée dans le rôle de Théna, tandis que Kumail Nanjiani la rejoint quelques jours plus tard, suivis par Don Lee.
En mai, Richard Madden entre en négociations pour interpréter Ikaris, tandis que Salma Hayek auditionne pour un rôle inconnu.
En juillet 2019, des rumeurs annoncent que Millie Bobby Brown aurait un rôle dans le film. Cependant, cette dernière confirme qu'elle n'y participera pas. Keanu Reeves avait également été annoncé dans la presse mais n'est pas officiellement confirmé. Lors du Comic-Con, Kevin Feige officialise la participation de Jolie, Nanjiani, Lee, Madden et Hayek, dans les rôles respectifs de Théna, Kingo Sunen, Gilgamesh, Ikaris et Ajak. Il annonce également la présence de Lauren Ridloff dans le rôle de Makkari, Brian Tyree Henry dans le rôle de Phastos, et Lia McHugh dans le rôle de Sprite.
En août 2019, Gemma Chan est annoncée au casting du film dans un rôle inconnu. L'actrice était déjà apparue dans le film Captain Marvel, mais il a été confirmé qu'elle ne reprendrait pas le rôle de Minn-Erva.
Le 24 août 2019, à l'occasion de la D23, la convention durant laquelle Disney présente ses projets, Kit Harington est annoncé au casting du film, dans le rôle du Chevalier noir. Il est également confirmé que Gemma Chan interprètera le rôle de Circé. Enfin, Barry Keoghan est confirmé dans le rôle de Druig.
En février 2020, il est annoncé que le premier super-héros gay du MCU sera Phastos, et que son mari sera interprété par Haaz Sleiman. Dans le même temps, le film met en scène la première super-héroïne sourde, Makkari.

### Tournage
Le tournage débute en juillet 2019 à Londres,, aux Pinewood Studios de Buckingamshire. Il se poursuit en novembre aux îles Canaries, sur l'île de Fuerteventura. Cependant, le tournage est interrompu quelques jours à la suite de la découverte d'anciens explosifs sur la plage occupée par la production. En janvier 2020, des prises du vues sont réalisées à l'extérieur du musée d'histoire naturelle de l'université d'Oxford, en Angleterre, mais également à Hampstead Heath. Le tournage prend officiellement fin le 3 février.

### Musique
En novembre 2019, il est annoncé que la musique du film sera composée par le musicien allemand Ramin Djawadi, connu pour avoir créé les thèmes principaux des séries télévisées Game of Thrones et Westworld. De plus, il a déjà été à l'œuvre sur un autre film de l'univers cinématographique Marvel : Iron Man, en 2008.

## Accueil

### Sortie
Initialement prévu pour le 6 novembre 2020 aux États-Unis, le film voit sa date de sortie être repoussée au 12 février 2021. Il sort à la place de Shang-Chi and the Legend of the Ten Rings, à la base prévu pour le 12 février 2021. Cependant, en septembre 2020, la sortie est à nouveau repoussée au 5 novembre 2021. Après l'annonce d'un baiser homosexuel dans le film, l'association conservatrice One Million Moms a lancé un appel au boycott de l'oeuvre.
En mai 2021, un rapport des médias d'État chinois a exclu le film, ainsi que Shang-Chi et la Légende des Dix Anneaux, de sa liste des prochains films MCU sortis, ce que Variety a noté « ajouté aux rumeurs » selon lesquelles les films ne sortiront pas en Chine, d'autant plus que Chloé Zhao était devenue « une persona non grata inattendue » dans le pays à la suite de ses Oscars pour Nomadland[pas clair][réf. nécessaire].
Le film est classé 18+ en Russie à cause d'un personnage principal homosexuel à l'écran.
La première bande-annonce française, qui révèle que le titre est Les Éternels en français, est dévoilée le 24 mai 2021.
En France, le site Allociné recense une moyenne des critiques presse de 3/5.

### Box-office
| Pays ou région        | Box-office        | Date d'arrêt du box-office | Nombre de semaines |
| --------------------- | ----------------- | -------------------------- | ------------------ |
| États-Unis Canada     | 164 870 234 $     | 27 janvier 2022            | 12                 |
| France                | 1 706 150 entrées | 1er février 2022           | 13                 |
| Total hors États-Unis | 237 194 665 $     | 1er février 2022           | 13                 |
| Total mondial         | 402 064 899 $     | 1er février 2022           | 13                 |

## Distinctions
Entre 2020 et 2022, le film Les Éternels a été sélectionné 24 fois dans diverses catégories et a remporté 7 récompenses.

### Récompenses
2022
- Association des critiques de la Floride centrale (Critics Association of Central Florida Awards) : Prix CACF de la meilleure réalisation.
- Fondation de la famille Ruderman (Ruderman Family Foundation Seal of Authentic Representation) : Sceau de la représentation authentique.
- Liste d'or (Gold List)[41] :
  - Prix de la liste d'or de la meilleure actrice pour Gemma Chan,
  - Mention honorable du meilleur scénario adapté pour Chloé Zhao, Patrick Burleigh, Ryan Firpo et Kaz Firpo.
- Prix GLAAD Media (Alliance gaie et lesbienne contre la diffamation) : Prix GLAAD Media du film exceptionnel à large diffusion.
- Prix Yoga (Yoga Awards) : Prix officiel de l'incompétence pour Chloé Zhao.
- ReFrame : Timbre ReFrame du meilleur film.

### Nominations
2020
- Prix Queerty : Prochaine grande chose.

2021
- Académie des films de science-fiction, fantastique et d'horreur - Prix Saturn : Meilleurs costumes pour Sammy Sheldon.
- Association des critiques de Portland (Portland Critics Association Awards) :
  - Meilleur long métrage de science-fiction,
  - Meilleurs effets visuels.
- Prix Queerty : Prochaine grande chose.
- Société des critiques de cinéma de Las Vegas : Meilleure jeune actrice pour Lia McHugh.

2022
- Association des critiques d'Hollywood (Hollywood Critics Association) : Meilleurs effets visuels pour Daniele Bigi, Matt Aitken, Neil Corbould et Stéphane Ceretti.
- Association des journalistes latino-américains du divertissement cinématographique (Latino Entertainment Journalists Association Film Awards) : Meilleurs effets visuels pour Stéphane Ceretti, Susan Pickett, Mårten Larsson et Chris Shaw.
- Association du cinéma et de la télévision en ligne : Meilleurs effets visuels.
- DiscussingFilm Critics Awards : Meilleurs effets visuels.
- Prix du choix des enfants : Actrice de cinéma préférée pour Angelina Jolie.
- Prix du Derby d'or : Meilleurs effets visuels pour Stéphane Ceretti, Matt Aitken, Daniele Bigi et Neil Corbould.
- Prix Queerty : Meilleur film en studio.
- Prix Satellites : Meilleurs effets visuels.
- Prix Schmoes d'or : La plus grande déception de l'année.
- Critics' Choice Super Awards : Meilleur film de super-héros.
- Société des effets visuels : Meilleurs effets spéciaux dans un projet photoréaliste pour Neil Corbould, Keith Corbould, Raymond Ferguson et Chris Motjuoadi.